# VisualWorks
VisualWorks est une implémentation de Smalltalk développée initialement au Xerox PARC, puis par ParcPlace Systems et enfin repris par Cincom. VisualWorks s'exécute sur plusieurs plates-formes comme Apple Macintosh, GNU/Linux, plusieurs versions d'UNIX et Windows. 